# Francesc Pujol i Pons
|  | No s'ha de confondre amb Francesc Pujols. |

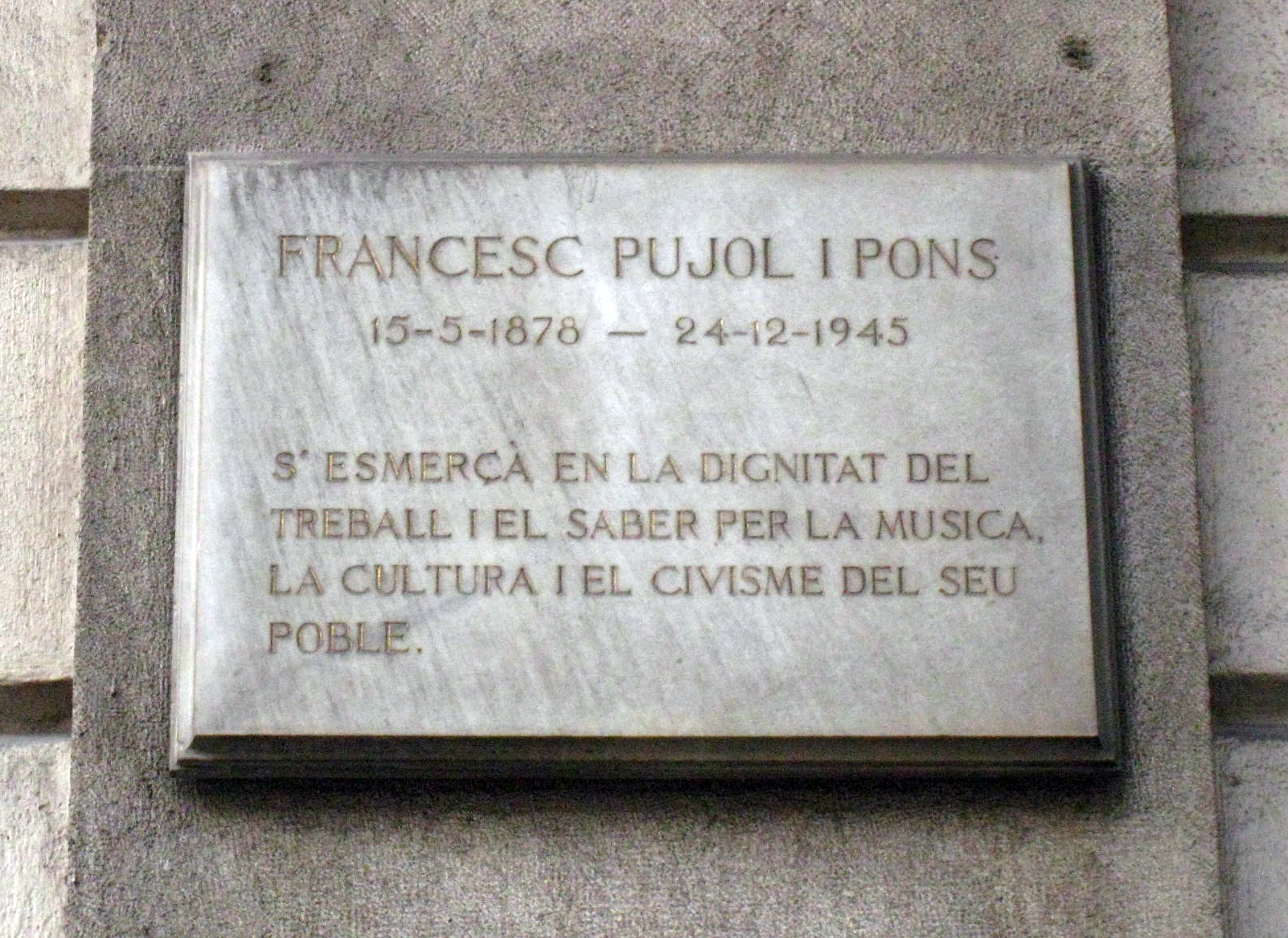
Placa en homenatge a Francesc Pujol i Pons al barri de l'eixample de Barcelona

Francesc Pujol i Pons (Barcelona, 15 de maig de 1878 - Barcelona, 24 de desembre de 1945) fou un compositor, director d'orquestra i musicòleg català. Va compondre música per a piano, danses sobre temes folklòrics per a cobla, música coral de temàtica tant profana com religiosa i unes quaranta sardanes per a cobla.

## Biografia
Va estudiar al Conservatori del Liceu de Barcelona, estudiant amb Font i Buyé i Lluís Millet. El 1897 va ingressar a l'Orfeó Català com a cantaire i dedicà la major part de la seva vida a aquesta institució. El 1900 en fou nomenat professor auxiliar i poc després sotsdirector. L’any 1914, va proposar a la cobla La Principal de Peralada una tournée per París i Londres juntament amb l'Orfeó Català. A París, va coincidir amb Debussy i Ravel, i a Londres amb Richard Strauss que va elogiar la cobla i va examinar la tenora i altres instruments, confessant que «no havia sentit un conjunt tan bell i de tant efecte, produït per instruments tan aspres i de rares estridències».
El 1941, va succeir a Millet com a director en la seva mort. Fou fundador i director de l'Associació d'Amics de la Música i de la seva orquestra. Donà nombroses primeres audicions d'obres de Richard Strauss, de Béla Bartók i de Gustav Mahler. Fou mestre de capella auxiliar de l'església de Sant Felip Neri de Barcelona i presidí la secció barcelonina de la Societat Internacional de Música Contemporània. Fou sotspresident de la Germanor d'Orfeons de Catalunya. Del 1916 al 1923 va ser membre actiu de l’Associació d’Amics de la Música i va dirigir l’orquestra d’aquesta associació. Va compondre diverses sardanes i obres lliures per a cobla i va dirigir ocasionalment diverses formacions catalanes com l'Orquestra Pau Casals, la Cobla Barcelona, La Principal de la Bisbal o La Principal de Peralada.  
Col·laborant amb Joan Amades, el 1936 va escriure el Diccionari de la dansa, dels entremesos i dels instruments de música i sonadors. Col·laborador de la Revista Musical Catalana i de La Veu de Catalunya, Pujol ha estat un dels creadors del repertori coral català.
Una part del fons de Francesc Pujol es conserva a la Biblioteca de Catalunya.

## Fons personal
El fons personal de Francesc Pujol, donatiu de la viuda del músic, es conserva al Centre de Documentació de l'Orfeó Català. El fons el conformen una important col·lecció de partitures manuscrites, una part important autògrafes de composició pròpia, partitures impreses amb obra del mateix compositor, així com d'altres compositors tant catalans com estrangers. Una altra part del seu fons la forma un extens fons de correspondència amb més de 4000 cartes procedents de personatges del món de la música, l'art, la literatura, la política i la cultura en general com: Blanca Selva, Charles Bordes, Gustave Bret, Joaquim Cabot, Joseph Canteloube, Pau Casals, Josep Maria Folch i Torres, Enric Granados, Pérez-Moya, Wanda Landowska, etc.
En tercer lloc, destaca la documentació textual on trobem un important nombre d'articles de compositors com: Joaquim Nin i Castellanos, Vicenç Maria de Gibert i Serra, Lluís Millet i Pagès; i el pianista i crític musical Frederic Lliurat i Carreras, entre d'altres, la majoria dels quals foren publicats a la Revista Musical Catalana tot i que també es conserven alguns articles inèdits. També trobem documentació relacionada amb la Germanor d'Orfeons i amb l’Obra del Cançoner Popular de Catalunya, de la qual fou el director, així com fotografies i alguns objectes personals del compositor.
També es conserva la biblioteca personal formada per llibres de temàtica musical de finals del segle xix i principis del XX, alguns d'ells dedicats a Pujol.